# Оныл (река)
Оныл — река в России, протекает по территории Гайнского района Пермского края. Правый приток реки Весляны.

## География
Река берёт начало в одноимённом озере Оныл. Течёт в северо-восточном направлении через сосновые и еловые леса. Устье реки находится у посёлка Оныл в 37 км по правому берегу реки Весляны. Длина реки — 36 км. Левый приток — одноимённый ручей Оныл.

## Данные водного реестра
По данным государственного водного реестра России относится к Камскому бассейновому округу, водохозяйственный участок реки — Кама от истока до водомерного поста у села Бондюг, речной подбассейн реки — бассейны притоков Камы до впадения Белой. Речной бассейн реки — Кама.
Код объекта в государственном водном реестре — 10010100112111100001952.